# Biezwil
Biezwil (toponimo tedesco) è un comune svizzero di 323 abitanti del Canton Soletta, nel distretto di Bucheggberg.